# Villa Montezuma
Villa Montezuma  es un edificio histórico ubicado en San Diego, California.  Villa Montezuma se encuentra inscrito  en el Registro Nacional de Lugares Históricos desde el 06 de mayo de 1971.

## Ubicación
Villa Montezuma se encuentra dentro del condado de San Diego en las coordenadas 32°42′29″N 117°08′46″O / 32.708128, -117.146078.